# 994 Otthild
994 Otthild là một tiểu hành tinh bay quanh Mặt Trời.